# Etelä-Lahnalampi
Etelä-Lahnalampi är en sjö i kommunen Kangasniemi i landskapet Södra Savolax i Finland. Arean är 45 hektar och strandlinjen är 4,08 kilometer lång. Sjön  ingår i Kymmene älvs huvudavrinningsområde.   Den ligger omkring 55 kilometer nordväst om S:t Michel och omkring 230 kilometer norr om Helsingfors. 